# Otto Schultz (Politiker)
Otto Ernst Oskar Schultz (* 28. Juni 1882 in Teyendorf bei Uelzen, Provinz Hannover,  heute zu Rosche; † 26. Februar 1951 in Euskirchen) war ein deutscher Politiker (MDB) und Gutsbesitzer. Von 1921 bis 1922 war er Minister für Landwirtschaft, Domänen und Forsten im Staatsministerium von Mecklenburg-Schwerin.

## Leben und Wirken
Otto Schultz war der Sohn des Gutsbesitzers Jean Schultz und dessen Frau Anna, geb. Neubauer. Nach der Rektoratsschule in Lüchow besuchte er die Höhere Handelsschule in Osnabrück. Danach studierte er am Institut für Gärungsgewerbe der Landwirtschaftlichen Hochschule in Berlin. Er absolvierte eine kaufmännische Ausbildung in Leipzig und eine landwirtschaftliche Ausbildung in Schleswig-Holstein, Westfalen und Hannover. Später unternahm er Bildungsreisen durch Europa.
1908 übernahm Schultz den landwirtschaftlichen Brennerei-Betrieb seines Vaters in Lüchow. Außerdem begründete er eine Trocknerei und Kartoffelflockenfabrik im nahegelegenen Bergen. Ab 1914 leistete er Kriegsdienst. Nachdem er aus dem Ersten Weltkrieg zurückgekehrt war, übernahm er Ende 1918 den väterlichen Gutsbetrieb Heidhof bei Dömitz. Unter seiner Inhaberschaft entwickelte sich das Unternehmen zu einem der bedeutendsten Gemüseanbaubetriebe in Mecklenburg.
Schultz war Mitglied des Mecklenburgischen Dorfbundes (MDB). Am 21. April 1921 wählte der Landtag des Freistaates Mecklenburg-Schwerin ihn zum Minister für Landwirtschaft, Domänen und Forsten im Staatsministerium von Mecklenburg-Schwerin. Er gehörte dem zweiten Kabinett von Ministerpräsident Johannes Stelling an. Sein Rücktritt am 25. April 1922 geschah auf eigenen Wunsch. Als Gründe gab er Anfeindungen gegen Staatsminister und Landwirtschaftsministerium aus dem Landtag an, sowie den Tod seines Schwiegervaters, weshalb er in seinem Betrieb dauerhaft anwesend sein musste.
Schultz nahm verschiedene Ämter ein. Unter anderem war er Vorsitzender des bäuerlichen Versuchsrings und des landwirtschaftlichen Vereins Dömitz und Umgebung, Vorstandsvorsitzender und Aufsichtsratsmitglied mehrerer landwirtschaftlicher Gesellschaften, der Mecklenburgischen Landwirtschaftskammer und des Deutschen Landwirtschaftsrates. Er engagierte sich auch kommunalpolitisch in der Gemeindevertretung von Heidhof.
1933 wurde Schultz auf der Druck der NSDAP aus allen Ämtern entlassen. Nach eigenen Angaben geriet er auf Grund kritischer Aussagen über die NS-Agrarpolitik mit den Nationalsozialisten in Konflikt. Er sei zunächst zu einer Geldstrafe verurteilt und 1938 kurzzeitig von der Gestapo verhaftet worden. Nur aufgrund seines wichtigen Beitrags für die „Volksernährung“ sei er mit der Androhung einer KZ-Einweisung bei weiteren Vergehen entlassen worden.
Im Oktober 1945 wurde Schultz trotz Widerspruchs im Zuge der Bodenreform enteignet und von seinem Gut vertrieben. Danach lebte er in Lüchow. 1951 starb er mit 68 Jahren in Euskirchen in Nordrhein-Westfalen.
Otto Schultz war ab 1920 mit Eva (* 1884), geb. Wächtler und verwitwet Steffens, verheiratet. Er hatte mit ihr vier Kinder, davon zwei adoptierte Stiefkinder.